# Eje Transversal Ferroviario de Cataluña
El Eje Transversal Ferroviario (Eix Transversal ferroviari en catalán), será una línea de ferrocarril de alta velocidad de tráfico mixto de mercancías y de viajeros (velocidad máxima para viajeros del orden de 220 km/h), que unirá Lérida con Gerona. Constituye un ramal alternativo entre dos puntos de la Línea de alta velocidad Madrid-Barcelona-Frontera Francesa, acortando la distancia entre Madrid y la frontera francesa sin pasar por Barcelona.
Además se adaptará parte de la línea convencional entre Lérida y Monzón para crear un ramal hasta el nuevo aeropuerto de Lérida, y se construirá otro ramal hacía Martorell para poder conectar con la LAV Madrid-Barcelona. Con esta última también habrá conexiones en Lérida y entre Santa Coloma de Farnés y Gerona.
La línea partirá de la Estación de Lérida Pirineos pasando por Mollerusa, Tárrega, Cervera, Igualada, Manresa, Vich, aeropuerto de Gerona y Gerona donde conectará de nuevo con la LAV Madrid-Zaragoza-Barcelona-Frontera Francesa.
La línea se encuentra en fase de estudio (2011) y tendrá unos 233 km, este proyecto está recogido en el Plan de infraestructuras del transporte de Cataluña (2006-2026) de la Generalidad de Cataluña.